# Rodney Needham
Pour les articles homonymes, voir Rodney et Needham.
Rodney Needham (15 mai 1923 à Londres - 4 décembre 2006 à Londres) est un anthropologue britannique, qui a défendu les positions structurales de Claude Lévi-Strauss dans le monde anglo-saxon.

## Biographie
Needham est professeur à l'Institute of Social Anthropology à Oxford, depuis 1976.
Ses expériences de terrain sont de deux : 
- chez les Penan de Bornéo, de 1951 à 1952.
- chez les Siwang de Malaisie, de 1953 à 1955

Il a appartenu au comité de patronage de Nouvelle École à partir de 1973.

## Travaux
Les apports de Needham se situent essentiellement dans le domaine des études de parenté. Il a repris à son compte les analyses structurales de la théorie de l'alliance qu'il a défendue dans les vigoureux débats qui, en anthropologie, ont marqué les années 1970 et 1980. Cet effort est déjà remarquable dans le sens où Lévi-Strauss lui-même ne prêtait que peu d'importance à ces échanges de points de vue, et se souciait peu de convaincre ses opposants.
Paradoxalement c'est en tentant de résoudre quelques ambiguïtés, de corriger quelques erreurs de cette théorie structurale que Needham finit par remettre en cause l'ensemble des fondements des études de la parenté. Par exemple il dénonce le manque de pertinence de termes comme filiation ou mariage, catégories selon lui empreintes d'ethnocentrisme. C'est en ce sens qu'il rejoindra les critiques de David Schneider et Ernest Gellner concernant l'influence forte des représentations dualistes des anthropologues dans leurs analyses.
De plus, Needham a traduit et remis d'actualités des œuvres peu connues comme celle de Arnold Van Gennep ou celle de Robert Hertz.